# Rivière Agawa
Pour les articles homonymes, voir Agawa.
La rivière Agawa est une rivière du district d'Algoma, en Ontario (Canada) qui se jette dans la baie Agawa du lac Supérieur au Sud de Wawa.

## Toponymie
Aagawaa signifie « lieu à l'abri » en langue Ojibwe.

## Tributaires
- Petite rivière Agawa
- Ruisseau Eleven Mile
- Ruisseau Blackspruce
- Ruisseau Weichel
- Ruisseau Parch
- Rivière Regan
- Ruisseau Sane